# Vingt heures
Pour plus de détails, voir Fiche technique et Distribution.
Vingt heures (titre original : Húsz óra) est un film hongrois réalisé en 1964 et sorti en 1965. Inspiré du roman de Ferenc Sánta, il a été réalisé par Zoltán Fábri.

## Synopsis
Un journaliste arrive dans un village hongrois pour enquêter sur un meurtre commis cinq ans plus tôt. En effet, Kocsis, fut tué par un de ses compagnons de la première heure, Sándor Varga, ancien secrétaire local du parti au pouvoir... Un raccourci saisissant sur l'histoire de la Hongrie rurale de 1945 à 1956.

## Fiche technique
- Titre original : Húsz óra
- Titre français : Vingt heures
- Scénario : Miklós Köllő, d'après le roman de Ferenc Sánta
- Photographie : György Illés, noir et blanc
- Montage : Ferenc Szécsenyi
- Décors  : József Romvári
- Durée : 110 minutes
- Pays de production :  Hongrie
- Année de réalisation : 1964
- Dates de sortie :
  - France : mars 1967
- Genre : Film dramatique

## Distribution
- Antal Páger : Jóska Elnők
- János Görbe : Anti Balogh
- Ádám Szirtes : Kocsis
- László György : Sándor Varga
- Emil Keres : le reporter
- Ági Mészáros : Terus

## Commentaires
- Claude B. Levenson voit dans le film de Zoltán Fábri le « vibrant témoignage d'une réalité parfois cruelle de la Hongrie ». Mais, dit-il, « le film n'est pas seulement le bilan de vingt années écoulées depuis la guerre (...) » (in: Premier Plan, Jeune cinéma hongrois, déc. 1966). À sa façon, le cinéaste italien Gianfranco De Bosio complète ce point de vue en affirmant que Vingt heures est un « film épique, dans le sens de la récupération dialectique de l'épique indiqué par Bertolt Brecht. » Puis, il poursuit sur ce parallèle : « Je voudrais aussi me permettre une analogie entre Vingt heures et mon propre film Le Terroriste : il y a dans Le Terroriste un recul de vingt ans. La Résistance italienne (1943) est analysée avec l'esprit de 1963. (...) Tous les pays vivent actuellement une crise de lucidité vis-à-vis du passé » (débat entre Zoltán Fábri, Gianfranco De Bosio, Jean-André Fieschi et André Téchiné in : Cahiers du cinéma, n°171, oct. 1965)
- Jean-Pierre Jeancolas détecte, pour sa part, chez Zoltán Fábri « une manière neuve de filmer l'histoire. Jusque-là le cinéma hongrois abordait la reconstitution du passé d'une manière linéaire. Le scénario de Vingt heures (...) casse le temps pour en faire sentir plus fortement la prégnance, à la manière d'Orson Welles construisant la statue de Citizen Kane, ou de Francesco Rosi découpant le portrait en creux de Salvatore Giuliano. Les vingt heures, qui sont à la fois le temps qu'un journaliste consacre à la préparation d'un reportage de routine sur la vie d'un village hongrois, et l'allégorie des vingt années de la vie de ce village qui remontent à la surface du présent, tentent de rendre compte du refoulé immédiat d'une communauté. » (in : Cinéma hongrois 1963-1988, Éditions du CNRS, 1989) Ce qui l'amène à estimer, au paragraphe suivant, qu' « avant les grands films de Miklós Jancsó avant Dix mille soleils de Ferenc Kósa, Vingt heures est le film de la paysannerie hongroise réelle. Ses paysans ne sont plus les figurines d'une démonstration réaliste socialiste. » (Jean-Pierre Jeancolas, ibid)